# Coniacià
| Període                                       | Època    | Estatge      | Edat (Ma)    |              |
| --------------------------------------------- | -------- | ------------ | ------------ | ------------ |
| Paleogen                                      | Paleocè  | Danià        | (més recent) | (més recent) |
| Cretaci                                       | Superior | Maastrichtià | 72,1 ± 0,2   | 72,1 ± 0,2   |
| Cretaci                                       | Superior | Campanià     | 83,6 ± 0,2   | 83,6 ± 0,2   |
| Cretaci                                       | Superior | Santonià     | 86,3 ± 0,5   | 86,3 ± 0,5   |
| Cretaci                                       | Superior | Coniacià     | 89,8 ± 0,3   | 89,8 ± 0,3   |
| Cretaci                                       | Superior | Turonià      | 93,9         | 93,9         |
| Cretaci                                       | Superior | Cenomanià    | 100,5        | 100,5        |
| Cretaci                                       | Inferior | Albià        | ~ 113,0      | ~ 113,0      |
| Cretaci                                       | Inferior | Aptià        | ~ 125,0      | ~ 125,0      |
| Cretaci                                       | Inferior | Barremià     | ~ 129,4      | ~ 129,4      |
| Cretaci                                       | Inferior | Hauterivià   | ~ 132,6      | ~ 132,6      |
| Cretaci                                       | Inferior | Valanginià   | ~ 139,8      | ~ 139,8      |
| Cretaci                                       | Inferior | Berriasià    | ~ 145,0      | ~ 145,0      |
| Juràssic                                      | Superior | Titonià      | (més antic)  | (més antic)  |
| Comissió Internacional d'Estratigrafia (2020) |          |              |              |              |

El Coniacià (de la ciutat de Cognac a França) és un estatge faunístic del Cretaci superior. Comprèn el període entre fa 89,3 ± 1 milions d'anys i fa 85,8 ± 0,7 milions d'anys.
1. ↑  «Taula Cronostratigràfica Internacional v. 2020/03» (PDF).   Comissió Internacional d'Estratigrafia. [Consulta: 17 març 2021].